# Тиран-крихітка сіроголовий
Тиран-крихітка сіроголовий (Phyllomyias griseocapilla) — вид горобцеподібних птахів родини тиранових (Tyrannidae). Ендемік Бразилії.

## Опис

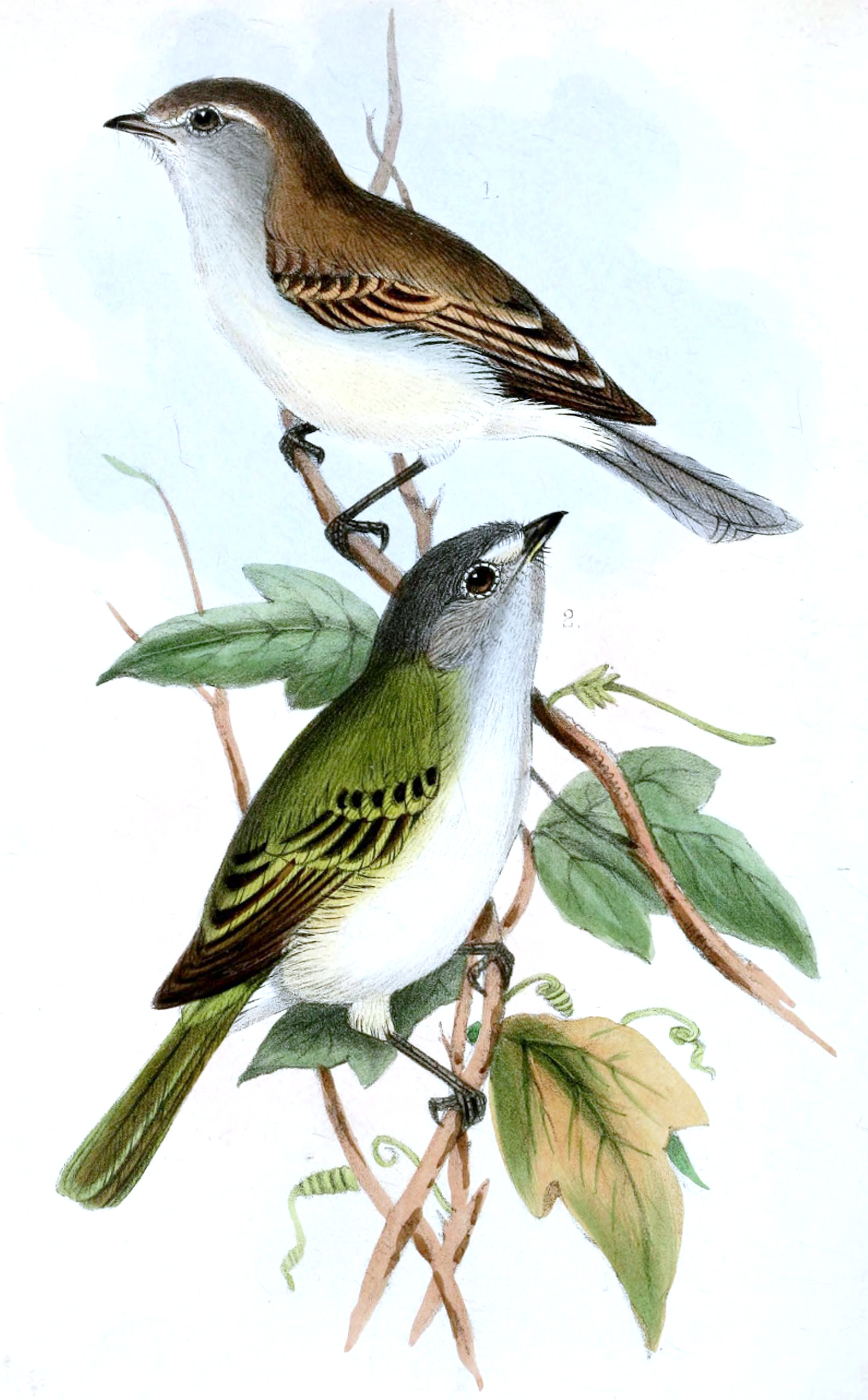
Бурий тиранчик (зверху) і сіроголовий тиран-крихітка (знизу)

Довжина птаха становить 10-11 см. Голова сіра, верхня частина тіла зеленувата, живіт білуватий, боки жовті, хвіст зеленуватий. Дзьоб сіруватий. Очі карі, навколо очей вузькі білі кільця.

## Поширення і екологія
Сіроголові тирани-крихітки мешкають на південно-східному узбережжі Бразилії, від Мінас-Жерайсу і Еспіриту-Санту до Санта-Катарини. Вони живуть у вологих рівнинних і гірських тропічних лісах, на узліссях і галявинах, в біомі атлантичного лісу. Зустрічаються на висоті від 750 до 1850 м над рівнем моря.

## Збереження
МСОП класифікує стан збереження цього виду як близький до загрозливого. Сіроголовим тиранам-крихіткам загрожує знищення природного середовища.